# Finská rallye 2013
Finská rallye 2013 (oficiální název Neste Oil Rally Finland 2013) byla 8. soutěží Mistrovství světa v rallye 2013 a 63. ročníkem Finské rallye. Soutěž měla 23 rychlostních zkoušek, které se konaly 1. - 3. srpna 2013. Všechny rychlostní zkoušky se odehrávaly na šotolině, první z nich s názvem Himos startovala ve čtvrtek v 11:15.

## Úvod
Soutěž začala ve čtvrtek dopoledne, první etapou, která měřila 48,24 km. V pátek od ranních hodin pokračovala soutěž druhou etapou, která měřila 153,60 km a soutěž skončila závěrečnou třetí etapou, které měřila 130,32 km. Celá soutěž měřila 332,16 km.

## Startovní listina
| Top 15 jezdců | Top 15 jezdců               | Top 15 jezdců        | Top 15 jezdců       | Top 15 jezdců              | Top 15 jezdců |
| St. č.        | Tým                         | Jezdec               | Spolujezdec         | Auto                       | Sk.           |
| ------------- | --------------------------- | -------------------- | ------------------- | -------------------------- | ------------- |
| 2             | Citroën Total Abu Dhabi WRT | Mikko Hirvonen       | Jarmo Lehtinen      | Citroën DS3 WRC            | WRC           |
| 3             | Citroën Total Abu Dhabi WRT | Daniel Sordo         | Carlos del Barrio   | Citroën DS3 WRC            | WRC           |
| 4             | Qatar M-Sport WRT           | Mads Ostberg         | Jonas Andersson     | Ford Fiesta RS WRC         | WRC           |
| 5             | Qatar M-Sport WRT           | Evgeniy Novikov      | Ilka Minor-Petrasko | Ford Fiesta RS WRC         | WRC           |
| 7             | Volkswagen Motorsport       | Jari-Matti Latvala   | Miikka Anttila      | Volkswagen Polo R WRC      | WRC           |
| 8             | Volkswagen Motorsport       | Sébastien Ogier      | Julien Ingrassia    | Volkswagen Polo R WRC      | WRC           |
| 9             | Volkswagen Motorsport II    | Andreas Mikkelsen    | Mikko Markkula      | Volskwagen Polo R WRC      | WRC           |
| 10            | Abu Dhabi Citroen Total WRT | Kris Meeke           | Chris Patterson     | Citroën DS3 WRC            | WRC           |
| 11            | Qatar World Rally Team      | Thierry Neuville     | Nicolas Gilsoul     | Ford Fiesta RS WRC         | WRC           |
| 21            | Jipocar Czech National Team | Martin Prokop        | Michal Ernst        | Ford Fiesta RS WRC         | WRC           |
| 22            | Jarkko Nikara               | Jarkko Nikara        | Jarkko Kalliolepo   | Mini John Cooper Works WRC | WRC           |
| 23            | AT-Rally                    | Per-Gunnar Andersson | Emil Axelsson       | Ford Fiesta RS WRC         | WRC           |
| 24            | Juho Hänninen               | Juho Hänninen        | Tomi Tuominen       | Ford Fiesta RS WRC         | WRC           |
| 25            | ST Motors                   | Riku Tahko           | Markus Soininen     | Mini John Cooper Works WRC | WRC           |
| 35            | Yazeed Racing               | Yazzed Al-Rajhi      | Michael Orr         | Ford Fiesta RRC            | 2             |

## Výsledky

### Celkové výsledky
| Poz. | Jezdec               | Spolujezdec         | Auto                  | Čas       | Rozdíl   |
| ---- | -------------------- | ------------------- | --------------------- | --------- | -------- |
| 1.   | Sébastien Ogier      | Julien Ingrassia    | Volkswagen Polo R WRC | 2:43:10,4 |          |
| 2.   | Thierry Neuville     | Nicolas Gilsoul     | Ford Fiesta RS WRC    | 2:43:47,4 | +37,0    |
| 3.   | Mads Østberg         | Jonas Andersson     | Ford Fiesta RS WRC    | 2:44:08,0 | +57,6    |
| 4.   | Mikko Hirvonen       | Jarmo Lehtinen      | Citroën DS3 WRC       | 2:44:32,0 | +1:21,6  |
| 5.   | Daniel Sordo         | Carlos del Barrio   | Citroën DS3 WRC       | 2:49:18,9 | +6:08,5  |
| 6.   | Evgeniy Novikov      | Ilka Minor-Petrasko | Ford Fiesta RS WRC    | 2:52:50,1 | +8:39,7  |
| 7.   | Jari Ketomaa         | Marko Sallinen      | Ford Fiesta R5        | 2:54:29,6 | +11:19,2 |
| 8.   | Per-Gunnar Andersson | Emil Axelsson       | Ford Fiesta RS WRC    | 2:54:51,9 | +11:41,5 |
| 9.   | Robert Kubica        | Maciej Baran        | Citroën DS3 RRC       | 2:55:58,5 | +12:48,1 |
| 10.  | Andreas Mikkelsen    | Mikko Markkula      | Volkswagen Polo R WRC | 2:56:52,4 | +13:42,0 |

### Rychlostní zkoušky
| Den                 | Zkouška | Čas   | Jméno        | Délka    | Vítěz                                                             | Čas     | Prům. rychl. | Vedoucí jezdec rallye                                             |
| ------------------- | ------- | ----- | ------------ | -------- | ----------------------------------------------------------------- | ------- | ------------ | ----------------------------------------------------------------- |
| 1. etapa (1. srpna) | RZ1     | 11:15 | Himos 1      | 4,45 km  | Sébastien Ogier Julien Ingrassia                                  | 2:39,1  | 100,7 km/h   | Sébastien Ogier Julien Ingrassia                                  |
| 1. etapa (1. srpna) | RZ2     | 12:40 | Torittu 1    | 8,30 km  | Thierry Neuville Nicolas Gilsoul                                  | 4:26,1  | 112,3 km/h   | Thierry Neuville Nicolas Gilsoul Mikko Hirvonen Jarmo Lehtinen    |
| 1. etapa (1. srpna) | RZ3     | 14:18 | Koukunmaa    | 13,68 km | Sébastien Ogier Julien Ingrassia                                  | 6:59,4  | 117,4 km/h   | Sébastien Ogier Julien Ingrassia Thierry Neuville Nicolas Gilsoul |
| 1. etapa (1. srpna) | RZ4     | 16:34 | Torittu 2    | 8,30 km  | Mikko Hirvonen Jarmo Lehtinen                                     | 4:27,7  | 111,6 km/h   | Mikko Hirvonen Jarmo Lehtinen Thierry Neuville Nicolas Gilsoul    |
| 1. etapa (1. srpna) | RZ5     | 18:00 | Himos 2      | 8,72 km  | Mads Ostberg Jonas Andersson                                      | 5:24,9  | 96,6 km/h    | Thierry Neuville Nicolas Gilsoul                                  |
| 1. etapa (1. srpna) | RZ6     | 19:30 | Killeri 1    | 2,06 km  | Thierry Neuville Nicolas Gilsoul                                  | 1:28,8  | 83,5 km/h    | Thierry Neuville Nicolas Gilsoul                                  |
| 2. etapa (2. srpna) | RZ7     | 8:48  | Jukojärvi 1  | 21,90 km | Mikko Hirvonen Jarmo Lehtinen                                     | 10:26,2 | 125,9 km/h   | Mads Ostberg Jonas Andersson                                      |
| 2. etapa (2. srpna) | RZ8     | 9:56  | Palsankylä 1 | 13,92 km | Sébastien Ogier Julien Igrassia Jari-Matti Latvala Miikka Anttila | 7:08,6  | 116,9 km/h   | Sébastien Ogier Julien Ingrassia                                  |
| 2. etapa (2. srpna) | RZ9     | 10:41 | Mökkiperä 1  | 13,74 km | Mads Ostberg jonas Andersson                                      | 6:49,1  | 120,9 km/h   | Mads Ostberg Jonas Andersson                                      |
| 2. etapa (2. srpna) | RZ10    | 11:44 | Lankamaa 1   | 23,66 km | Sébastien Ogier Julien Ingrassia                                  | 11:30,7 | 123,3 km/h   | Mads Ostberg Jonas Andersson                                      |
| 2. etapa (2. srpna) | RZ11    | 14:36 | Jukojärvi 2  | 21,90 km | Sébastien Ogier Julien Ingrassia                                  | 10:18,0 | 127,6 km/h   | Sébastien Ogier Julien Ingrassia                                  |
| 2. etapa (2. srpna) | RZ12    | 15:44 | Palsankylä 2 | 13,92 km | Sébastien Ogier Julien Ingrassia                                  | 7:03,4  | 118,4 km/h   | Sébastien Ogier Julien Ingrassia                                  |
| 2. etapa (2. srpna) | RZ13    | 16:29 | Mökkiperä 2  | 13,74 km | Sébastien Ogier Julien Ingrassia                                  | 6:47,7  | 121,3 km/h   | Sébastien Ogier Julien Ingrassia                                  |
| 2. etapa (2. srpna) | RZ14    | 17:32 | Lankamaa 1   | 23,66 km | Sébastien Ogier Julien Ingrassia                                  | 11:23,1 | 124,7 km/h   | Sébastien Ogier Julien Ingrassia                                  |
| 2. etapa (2. srpna) | RZ15    | 19:30 | Killeri 2    | 2,06 km  | Sébastien Ogier Julien Ingrassia                                  | 1:21,9  | 90,5 km/h    | Sébastien Ogier Julien Ingrassia                                  |
| 3. etapa (3. srpna) | RZ16    | 7:26  | Surkee 1     | 14,95 km | Mads Ostberg Jonas Andersson                                      | 8:04,9  | 110,0 km/h   | Sébastien Ogier Julien Ingrassia                                  |
| 3. etapa (3. srpna) | RZ17    | 8:24  | Leustu 1     | 9,65 km  | Thierry Neuville Nicolas Gilsoul                                  | 5:03,9  | 114,3 km/h   | Sébastien Ogier Julien Ingrassia                                  |
| 3. etapa (3. srpna) | RZ18    | 9:32  | Ouninpohja 1 | 33,01 km | Sébastien Ogier Julien Ingrassia                                  | 15:26,7 | 128,2 km/h   | Sébastien Ogier Julien Ingrassia                                  |
| 3. etapa (3. srpna) | RZ19    | 10:50 | Painaa 1     | 7,49 km  | Mads Ostberg Jonas Andersson                                      | 3:47,7  | 118,4 km/h   | Sébastien Ogier Julien Ingrassia                                  |
| 3. etapa (3. srpna) | RZ20    | 13:04 | Surkee 2     | 14,95 km | Sébastien Ogier Julien Ingrassia                                  | 7:57,2  | 112,8 km/h   | Sébastien Ogier Julien Ingrassia                                  |
| 3. etapa (3. srpna) | RZ21    | 14:02 | Leustu 2     | 9,65 km  | Thierry Neuville Nicolas Gilsoul                                  | 5:03,2  | 114,6 km/h   | Sébastien Ogier Julien Ingrassia                                  |
| 3. etapa (3. srpna) | RZ22    | 15:10 | Ouninpohja 2 | 33,01 km | Sébastien Ogier Julien Ingrassia                                  | 15:08,9 | 130,7 km/h   | Sébastien Ogier Julien Ingrassia                                  |
| 3. etapa (3. srpna) | RZ23    | 16:40 | Painaa 2     | 7,49 km  | Thierry Neuville Nicolas Gilsoul                                  | 3:46,6  | 119,0 km/h   | Sébastien Ogier Julien Ingrassia                                  |